# Alexis Monroe
Alexis Monroe (Muskegon, Michigan; 22 de octubre de 1990) es una actriz pornográfica estadounidense.

## Biografía
Alexis Monroe, nombre artístico de Amanda Vandenheuvel, nació en octubre de 1990 en Muskegon, ciudad del condado homónimo en el estado de Michigan. Su primer trabajo fue como empaquetadora en una tienda de alimentos.
En 2012 decidió marcharse a Los Ángeles (California), donde comenzará, a sus 22 años, su carrera de actriz porno. Desde sus comienzos, trabajó para producciones de Brazzers, Bang Bros, Naughty America, Evil Angel, Devil's Film, Hustler, New Sensations o Zero Tolerance, entre otras.
Fue nominada en 2013 en los Premios XBIZ a Mejor actriz revelación.
En 2014 recibió dos nominaciones en los Premios AVN a la Mejor escena de sexo en grupo por Party with Rikki Six y a la Mejor escena de trío H-M-H por Show No Mercy.
En 2018 grabó la película Knockout, donde tuvo sus primeras escenas de doble penetración vaginal y de sexo interracial.
Algunas películas de su filmografía son Single White Female, Evil Anal 20, Great American Slut Off, Angelic Asses, Hit the Road, Snort That Cum 10, Office Politics o Single White Female.
Ha rodado más de 320 películas como actriz.

## Premios y nominaciones
| Año  | Ceremonia    | Resultado | Premio                                    | Trabajo              |
| ---- | ------------ | --------- | ----------------------------------------- | -------------------- |
| 2013 | Sex Awards   | Nominada  | Hottest New Girl                          | —                    |
| 2013 | Premios XBIZ | Nominada  | Mejor escena de sexo en película vignette | Office Politics      |
| 2013 | Premios XBIZ | Nominada  | Mejor actriz revelación                   | —                    |
| 2014 | Premios AVN  | Nominada  | Mejor escena de sexo en grupo             | Party with Rikki Six |
| 2014 | Premios AVN  | Nominada  | Mejor escena de trío H-M-H                | Show No Mercy        |
| 2018 | Premios AVN  | Nominada  | Premio fan: Pechos más espectaculares     | —                    |
| 2018 | Premios AVN  | Nominada  | Premio fan: Estrella mediática            | —                    |
| 2019 | Premios AVN  | Nominada  | Premio fan: Mejor sitio web de una actriz | AlexisMonroe.com     |